# Mishell Baker

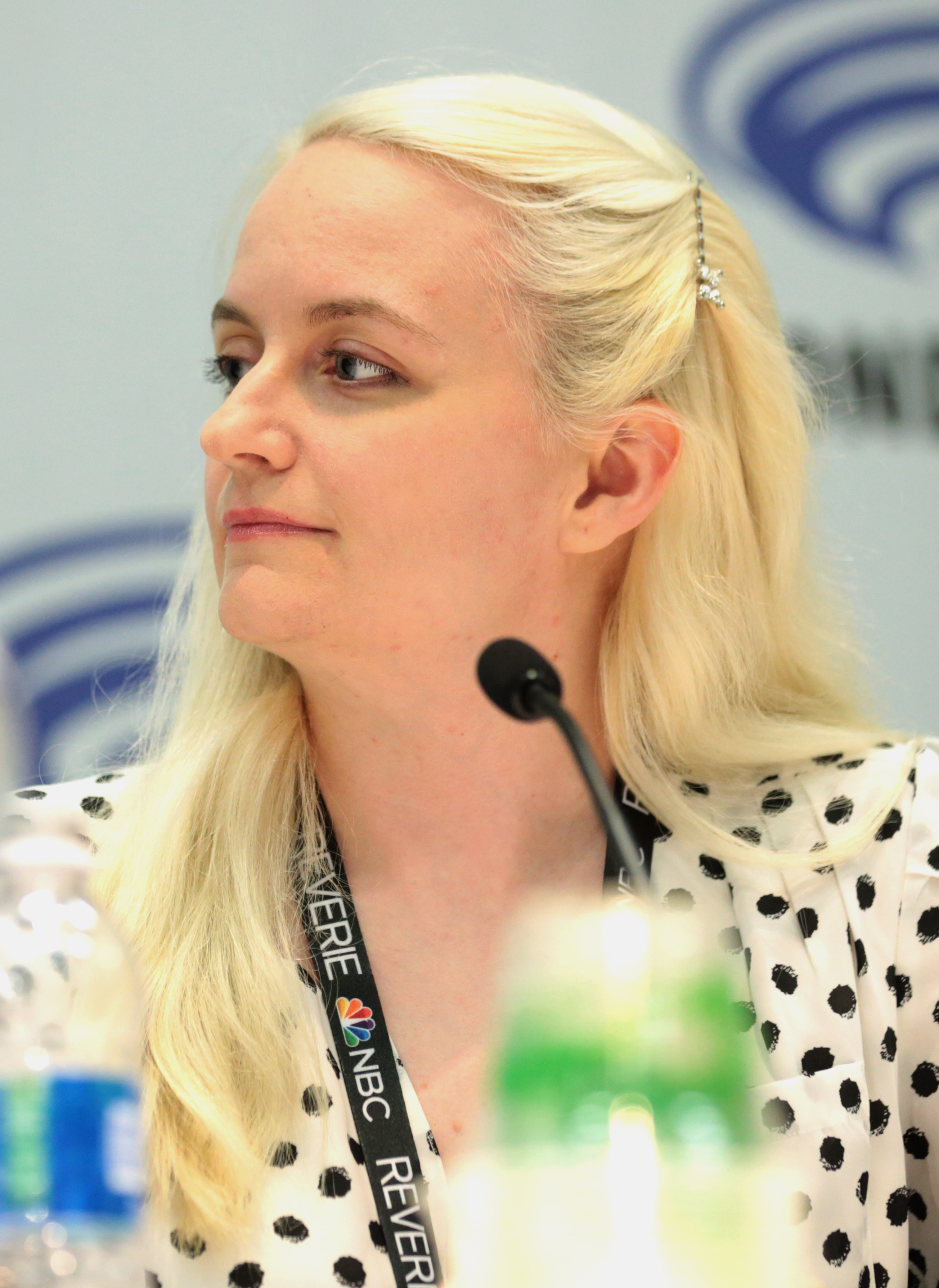
Mishell Baker 2018

Mishell Baker (eigentlich Rebekah McDaniel; geboren 1976) ist eine amerikanische Fantasy-Autorin. Bekannt ist sie vor allem durch ihren Urban Fantasy-Romanzyklus The Arcadia Project und dessen ersten Band Borderline.

## Leben
Baker war 2009 Teilnehmerin des Clarion Science Fiction Writers’ Workshop und arbeitete 2010 auch in der Öffentlichkeitsarbeit für den Clarion Workshop. Im gleichen Jahr erschien ihre erste Erzählung Throwing Stones in der Zeitschrift Beneath Ceaseless Skies.
In Bakers erstem Roman Borderline (2016) geht es um das Arcadia Project, eine geheime Organisation, welche die Tore zwischen der Welt der Feen und Hollywood überwacht. Die Idee dabei ist, dass ein fließender Übergang zwischen Traumfabrik und Traumwelt existiert, in der sich die Protagonistin Millicent Roper genannt „Millie“ zurechtfinden muss. Sie hat auch sonst einige Schwierigkeiten, bedingt durch eine Borderline-Persönlichkeitsstörung und den Verlust beider Beine bei einem Selbstmordversuch.
Der Roman wurde 2017 für den Nebula Award und den World Fantasy Award nominiert beim James Tiptree, Jr. Award anerkennend genannt. Inzwischen sind zwei weitere Bände der Arcadia Project-Saga erschienen.
Baker war selbst seit 2004 wegen einer Borderline-Persönlichkeitsstörung in Behandlung, die seit 2013 weitgehend abgeschossen ist. Baker lebt mit Familie und zwei Kindern in Los Angeles.

## Bibliografie
The Arcadia Project (Romane)
- 1 Borderline (2016)
- 2 Phantom Pains (2017)
- 3 Impostor Syndrome (2018)

Kurzgeschichten
- Throwing Stones (2010, in: Beneath Ceaseless Skies, #47)
- Break (in: Daily Science Fiction, April 2011)
- Vaporware (in: Redstone Science Fiction, August 2011)
- Butterfly Effect (in: Electric Velocipede, Issue #25, Winter 2012)
- Fire in the Haze (2016, in: Beneath Ceaseless Skies, #203)